# 文思慧
文思慧（1954年—2013年12月17日），香港哲學家，研究領域為應用倫理學，被譽為「香港綠色運動先驅」。她在1976年畢業於香港中文大學新亞書院哲學系，其後取得加拿大西安大略大學碩士及博士學位；研究範圍乃是科學哲學、政治哲學、應用哲學。返港後分別在嶺南學院、香港城市理工學院公共及社會行政學系、中文大學教育學院任教，並曾任香港哲學會會長。畢生關注生態、科技、教育、商業、醫學各範疇的倫理實踐，堅持理想、身體力行。

## 生平背景
- 早期，曾參與新亞書院學生會，以及綠色力量[2]。
- 1986年大亞灣核電廠(大核)事件引發香港第一波大型反核運動，她與同道發起聯署反對興建大核的公開信,並聯同多位大專教師在《明報》每日寫一段文字，深入探討核技術和相關問題，其後結集成《核子發電：大亞灣計劃面面觀》一書。她以個人身份參與爭取停建大亞灣核電廠聯席， 出席公開論壇和到不同社區中心、佛學團體、街坊會演講，討論「風險評估」、核電民主決策等問題。聯席最終收集到一百萬港人簽名反對興建大核[3][4]。
- 1989年後，參與組織「民主大學」[2]。
- 2000年初，遊歷歐洲、美加，探訪綠色運動的組織者取經[5]。
- 2002年，在47歲之齡提早從中文大學退休從耕，在大埔租了六塊地耕作，並於大埔墟設「陳皮村」書店，實踐有機耕種及本土經濟的信念，她解釋「選擇在大埔墟開書店，是希望重提『墟』的意義。墟的意思是，大家聚會買賣必需品；墟裏頭或許有些活動，彼此碰碰面聊聊天。」又認為「我教書時向學生說得太多什麼環保、生態平衡、生活選擇等等概念，我想是時候給自己一個機會去實踐。經常駡全球化？真的可以本地化嗎？幾十歲囉，要學習透過雙手改造腦袋」(明報2003年7月20日：〈讓物品流動 讓經驗分享y；明報2013年12月8日：〈反核學者文思慧病逝〉；另參考香港電台2006年8月29日播出：《閱讀解碼》及〈陳皮村故事〉，載《從三斤半菜開始》)。
- 2009年，積極參與反高鐵運動，向農友解釋廣深港高速鐵路工程對地下水的影響，並挑戰香港的環境評估制度(香港經濟日報 2009年2月17日；〈有水才有機 基建壞菜地？〉；蘋果日報2009年8月4日：〈廣深港高鐵環評通過 環保組織不滿或提司法覆核〉 )。
- 2011年福島核災之後，與同道組成「反核之眾」(Hong Kong Alliance Against Nukes)、香港核能輻射研究會，倡議廢核(明報2013年4月7日：〈生活達人﹕醒覺反核〉)，籌備「核能真相多面睇」國際論壇推動公眾關注 、並於2012年暑假接待16名日本學童來港避核(明報2012年9月30日：〈福島兒童來港「避核」〉)。
- 2013年12月，於將軍澳靈實寧養院病逝[1]，終年59歲[6]。

## 哲學思想

### 引文
- 「哲學的尋探與特定時空下的事態情境之間有何關聯？...時代處境中的不同的個人，一方面需要去表達差異的觀點；但另一方面，確保個人主體性透過差異性倫理與政治得以發揮，卻又代表著普遍原則的追尋。因此，著遍與特殊的連繫，在於發現時代的聲音，及反抗阻撓發聲的概念與制度性霸權」(〈序言〉，載《思行交匯點──哲學在香港》，頁5-6)
- 「假若不問道德───包括不求社會公義﹐又不顧人民的道德主體﹐在現制度中是否得到維繫﹑發揮﹐還是慘被打壓下去﹐而成了單向度的謀財者───那麼﹐一切的社會評論又有何依據﹑有何意義﹖」(〈知識商品化的價值扭曲〉，明報1999年12月30日)

### 關於自主性的實踐
- 文思慧認為人們應靠自己的力量改變社會，面對中國大陸收回管治香港的主權之時，她認為要追求的是每個人能真誠地活著：「只要每個人在不同崗位上都能誠實的表達自己，社會便會變得多元活潑，能夠抗衡一元性的壓制力量」[2]。
- 香港主權易手初期，公民社會仍未成熟，但她當時已從政治哲學的角度分析香港人所欠缺的視野：「我們的民眾還未有一個共識﹐知道有權不和政府合作﹐可以因為政府無道德而瞧不起它﹐徹底暴露其不足﹐甚至要求政府下台」，並與友人成立跟政府抗爭的網頁「不合作運動99」，組織行動抗議葉劉淑儀及港府以虛假的「167萬內地移民」數字操弄民意(見〈樂天好玩的文化戰士文思慧〉，星島日報1999年7月21日；〈抗爭有條路 〉星島日報1999年9月2日)。
- 直至2003年香港經歷SARS事件、反23條立法等社會大事，她提出「只要每個人認識自己的力量，釋放自己的力量，社會就會有所改變。我們一向太依附政府，沒想過自己其實有能力作改變，譬如七．一不一定個個要上街，大可各自寫標語四圍張貼，都是一種自發的反對力量」(見明報2003年7月20日：〈讓物品流動 讓經驗分享〉；明報2013年12月8日：〈反核學者文思慧病逝〉)。
- 她從耕的決定亦是希望從社區出發，以小規模運作方式，建構一個大規模生產以外的、自給自足的農業經濟(見《香港童軍月刊》2007年3月號：〈文思慧博士投筆從農 建構綠色生活意義〉)。
- 在反核議題上，她亦據此鼓勵香港民間表達聲音，「既然我們都知道核電可怕，就應該積極阻止。國內的人就算不滿政府興建核電廠也不能發聲，我們在香港更應為他們表達意見，就從香港開始反思並阻止使用核電」(見《時代論壇》2011年4月19日：〈「核電、經濟與信仰」研討會 文思慧：從香港開始阻止核電〉)。
- 她曾提出「公民起革命」的幾個方向，「自創革命」(見〈批判：從私有化革命到公民起革命》，載《誰出售了香港? 領匯事件的思前想後 》(2005))：

1. 另闢途徑尋找生活必需品的供應
2. 搜集民間資源，打破知識壟斷
3. 衝出「學習」迷思
4. 重建本地生產力量，發展自主經濟
5. 住屋是生活的歸屬而不是投資的項目
6. 行動自主

### 關於生態
2009年至2010年反高鐵運動期間，她和一些同道(OXRA)除質疑香港的環境影響評估(EIA)的合理性之外，亦採取堅決的生態立場，指反高鐵應該「是從香港人要反省對萬物與眾生的基本責任出發，故絕對不會認為改改走線、加多幾個站就會令得高鐵可以接受，更絕不會與最終目標是將新界西北發展為副都市及交通樞紐的所謂綠色planner等「專業人士」有所聯繫，或一同搞甚麼對策」。

### 關於科學與技術
文思慧擅長科學哲學，她研究科學及技術的應用個案，指出一些科學家向建制及利益靠攏，以偏頗的研究方法作出不實的結論，並打壓對一些危害人類的科技作出證言的良心科學家(《香港經濟日報》2012年3月13日：〈核輻射之滅族真相〉；〈所謂「核輻射安全水平」— 探討一段「專家知識」如何暴虐人民與生態的血淚史〉)，甚至以全球暖化為幌子推動核能，把核電包裝為「減碳」、「零排放」的「可再生能源」，企圖減低人民的反對聲音，例如，香港政府2010年發表的《香港應對氣候變化策略及行動綱領》便以減排為由提出大幅增加輸入核電。

### 關於教育
- 正因她對人民自主、「每個人都能真誠地活著」的追求，對於學校教育造成的壓迫，即那些在學校「層層套套的指認程序」(例如分班制度)對學生作出武斷的分類及判斷，「每天從任何層面都進行判別中央與邊陲、正統與異端、高尚與野蠻、上流與下流」的實踐，她不能認同，呼籲「尋找另外的可能性」。[10]
- 在香港主權易手之際，她指出假如有一天每個人都要被迫教授「愛國教育」，她寧不教，因為「不教也是一種說真話的態度」[2]。
- 具體而言，她認為教師應與學生平等地討論而不應灌輸、鼓勵學生追求理想、並以身作則對身處社會中不健全制度，作出中肯的批判[11]，她認為教育要有批判角度，否則只會鞏固社會中不合理的體制，「公民教育墮落成機會主義愛黨愛國教育，個人成長教育則成了EQ、AQ等順民訓練，環境教育則教大家大搞徒添浪費的門面工夫卻消耗地球依舊，性教育則淪為鞏固主流性別角色、性別定型、一夫一妻努力工作供樓維護社會安定繁榮」(〈學校教育有利「恐同〉)，因此，她認為通識教育科應探討的基本問題是「個人(特別是年輕人)為何要單獨面對及接受這扭曲的社會，並扭曲自我以求全？[12] 」。
- 從宏觀角度看香港教育體制，她亦指出香港教育決策層以「效率」、「市場競爭」為由推動的改革，造成以一小撮官僚、「專業」人士「代他人定奪何謂喜好(的教育)及怎樣達致」的局面，而「技術化」的改革亦「吞併」了教育理想，提出專業最終為誰服務的質疑。(〈由「救贖」到「自毀」？── 教育中的效率思維〉，載《專業交叉點 : 專業倫理的理念與實行》)
- 不過，她在批判學校教育之餘，同時認為「教育」本身可以是解放的，她曾分享一次在商場搞公民教育的經驗：「(我們在商場)向市民揭破可能有一百六十七萬大陸移民來港這數字是真是假﹐和政府散布這言論背後的黑幕﹐市民都留下來聽了很久。在民間搞公民教育的好處﹐就是打破資訊封鎖的流弊。又譬如搞教育運動﹐亦是想打破功能組別ｖｓ公眾的政治二分﹐讓姨媽姑嗲一起參與」(〈樂天好玩的文化戰士文思慧〉，星島日報1999年7月21日 )。

## 著作
- 〈公德與公德之達致:一個「對局論」的探討〉，《鵝湖學誌》(05/1984)
- 〈有關商業倫理的兩點基礎反省〉，《鵝湖學誌》(10/1984)
- 〈基礎主義的當代挑戰〉，《鵝湖學誌》(05/1985)
- 〈「演繹法的證立」問題試析〉，《鵝湖學誌》(08/1985)
- 〈「謬誤」與基礎性哲學問題研究〉，《鵝湖學誌》(12/1985)
- The Philosophy of Teaching (A Critical Review), in Education Journal (Vol. 13 No. 1）(1985)
- 〈淺論有關因果性及發現邏輯的一些哲學問題:疏解兩則非形式謬誤〉，《鵝湖學誌》(01/1986)
- 〈人性論斷作為社會科學假設:一個「個案」的研究〉，《鵝湖學誌》(09/1986)
- 〈科學解釋及科學印證中的「相干性」問題〉，《鵝湖學誌》(01/1987)
- 〈保存生態系統的環境倫理〉，《鵝湖學誌》(08/1988)
- 〈集體下的個人--自由主義與非自由主義傳統的探索〉，《鵝湖學誌》(12/1988)
- 《民主基礎答問》 (1989) (與葉保強合著)
- 〈人權觀念的探索〉，《鵝湖學誌》(06/1990)
- 〈人社會科學之描述,預測和指引〉，《鵝湖學誌》(10/1990)
- 《性與德育》(1990)(與曾家達, 吳敏倫著 合著)
- 《自由 : 一個制度層面的探討》(1990)
- 《讓哲學應用於社會探索》(1990)
- 《國家介入 : 理論與實踐》 (1992)
- 〈從應用倫理學的新方向探討企業的環境責任〉，《鵝湖學誌》(02/1993)
- 〈對愛滋病不同進路的存有論立場〉，《鵝湖學誌》(01/1994)
- 《公與私 : 人權與公民社會的發展》(與張燦輝合編)(1995)
- 〈動態倫理決策觀下的道德敎育〉，載《道德與公民敎育 : 東亞經驗與前瞻》(劉國強, 李瑞全編)(1996)
- 〈回擊「賤化」, 以道德責任走出人權不歸路〉， 載《思》雙月刊(43/1996)
- 〈欠缺社群反支配視野的醫事倫理〉，載《思行交匯點 : 哲學在香港》(文思慧、梁美儀合編)(1997)
- 《性敎育再思 : 敎育工作者參考手册》(與蔡寶瓊合編) (1997)
- 〈環境〉，載《九七過渡 : 香港的挑戰》(鄭宇碩, 盧兆興編)(1997)
- 〈教育工作者: 請勿出賣兒童和年青人!〉，載《思》雙月刊(51/1997)
- 《香港綠色難產》(1998)
- 〈民主論述之辯證墮落--我看九八「選舉」〉 載《思》雙月刊(55/1998)
- 〈全球化之香港追夢迪士尼三段式〉(與蔡建誠合著)，載《迪士尼不是樂園》(1999)
- 〈環境教育參考讀物〉，載《基礎教育學報》(第9卷第1期)(1999)
- 〈知識商品化的價值扭曲〉，明報1999年12月30日
- 《綠運天外天 : 我們不赴迪士尼的約會》(2000)
- 〈香港綠色粉刷, 環保騙局 〉 載《思》雙月刊(69/2000)
- 〈由「救贖」到「自毀」？── 教育中的效率思維〉，載《專業交叉點 : 專業倫理的理念與實行》 (文思慧、梁美儀合編)(2000)
- 《中国环境报告 : 珠江三角洲前车之鉴》(與卢思骋合编)(2001)
- 〈女性主義與運動線 - 必要與實行〉，載《差異與平等 : 香港婦女運動的新挑戰》(陳錦華等編)(2001)
- 〈寬容的弔詭〉 載《思》雙月刊(75/2001)
- 《誰偷走湄公河的未來? : 一水六國千民族的啓示》(2002)
- 〈尋找「學習者聯盟」〉，載《回到「敎育」本身 : 敎育體制以外的敎育行動》(李維怡編)(2002)
- 〈可持續什麼？─ 誰敢在生活中思考環境議題？〉 載《思》雙月刊(88/2004)
- 〈批判已死，通識何為？教育何存？〉，載《明報》(2004年11月4日)
- 〈學校教育有利「恐同」〉，載游靜編《性政治》（2005）
- 〈批判：從私有化革命到公民起革命》，載《誰出售了香港? 領匯事件的思前想後 》(2005)
- 手造書《都這樣走過來—陳姑娘日記選》、《讓我們來解咒－當教育不在乎學校》(約2005，見信報2005年1月13日：〈土生良品自造文化 〉)
- 〈導讀〉，載陳惜姿著《天水圍12師奶》(2006)
- 〈後博文約禮的大學與社會–《令大學頭痛的中文》書評〉，中文大學校友關注大學發展小組網頁(2007)
- 〈核輻射之滅族真相〉，載《香港經濟日報》(2012年3月13日)
- 〈告別迷信：人民科學重新上路〉，載《福島誓言——人民說永不重覆》(反核之眾編)(2013)